# Куми
Ку́ми (кор. 구미시?, 龜尾市?, Gumi-si) — город в провинции Кёнсан-Пукто, Южная Корея. Крупный промышленный центр. Расположен на главной автомагистрали страны — автодороге Сеул-Пусан.

## История
Во времена государства Силла на территории современного Куми располагался Ильсонгун (уезд Ильсон). В 614 году уезд был повышен до статуса «чу». В эпоху династии Чосон Ильсон несколько раз менял своё название — в 1413 году здесь был основан уезд Сонджу, затем, в 1896 году территория вошла в состав уезда Сонсан. Куми был одним из районов уезда (1914 год). В 1963 году Куми был повышен в статусе с «мён» до «ып», а в 1978 году Куми был присвоен статус города («си»). В 1960-е и 1970-е годы Куми развивался как один из крупнейших промышленных центров страны. Уезд Сонсан был объединён с Куми в 1995 году.

## География
Куми расположен в центральной части провинции Кёнсан-Пукто. Ландшафт преимущественно гористый. На западе и северо-западе граничит с городами Санджу и Кимчхон, на юге — с уездом Чхильгок, на востоке — с уездом Кунви, на севере и северо-востоке — с уездом Ыйсон.

## Экономика
До 60-х годов XX века промышленность Куми была развита слабо. Однако в 60-х годах было принято решение создать здесь крупный индустриальный район. С тех пор экономика Куми тесно связана с промышленным производством. Здесь расположены фабрики крупнейших корейских компаний: LG, Samsung, Daewoo и др. Основные продукты производства — потребительская электроника и текстиль.

## Туризм и достопримечательности
- Ряд древних буддийских храмов эпох Силла и Чосон: Якса, Тэдонса, Ториса.
- Конфуцианская школа Кымо Совон. Сейчас на её месте расположен музей под открытым небом.
- Пещера Тосон. В данное время открыта для посещения туристами.
- Военный форт на горе Кымосан.

## Города-побратимы
Куми является побратимом следующих городов:
- Чжонли, Китайская Республика — с 1989
- Таоюань, Тайвань[4]
- Оцу, Япония — с 1990
- Бишкек, Киргизия — с 1991
- Шэньян, Китай — с 1997
- Чанша, Китай — с 1998
- Мехикали, Мексика — с 1998
- Эйндховен, Нидерланды — с 2003

## Символы
- Дерево: дзельква
- Цветок: форзиция
- Птица: сорока
- Маскот: черепашка Томи (Tomi, сокращение от Tortoise Of Millennium Intelligence)[5] (Название города Куми означает «Черепаший хвост»)

## Известные жители
В Куми родилось несколько известных личностей, внесших серьёзный вклад в развитие страны:
- Пак Чонхи — бывший Президент Южной Кореи.
- Киль Джэ — один из основателей конфуцианской школы Кореи.
- Пак Нокчху — известный мастер пхансори.